# Seyrigiella superba
Seyrigiella superba là một loài tò vò trong họ Ichneumonidae.